# مارتن رانتشيك
مارتن رانتشيك مواليد 5 يونيو 1978 في نيترا، هو لاعب كرة سلة سلوفاكي. بدأ مسيرته الاحترافية في سنة 2001. يلعب مع إنتر براتيسلافا. يحمل الرقم 51.

## المسيرة الاحترافية
لعب مع أولمبيا ميلانو في الدوري الإيطالي من سنة 2001 إلى 2004، ثم لعب مع فورتيتودو بولونيا في موسم 2004–2005، ثم لعب مع أولمبياكوس في موسم 2005–2006، ثم لعب مع بلباو باسكت في الدوري الإسباني من سنة 2006 إلى 2008، ثم لعب مع سي بي إستوديانتس في موسم 2008–2009، ثم لعب مع بلباو باسكت في الدوري الإسباني في سنة 2010، ثم لعب مع ساسكي باسكونيا في سنة 2010، ثم لعب مع أليكانتي في موسم 2010–2011، ثم لعب مع إنتر براتيسلافا في موسم 2012–2013، ثم لعب مع نيمبورك في سنة 2013.

## روابط خارجية
- مارتن رانتشيك على موقع الاتحاد الدولي لكرة السلة (الإنجليزية)
- مارتن رانتشيك على موقع الدوري الأوروبي لكرة السلة (الإنجليزية)
- مارتن رانتشيك على موقع الدوري الإسباني لكرة السلة (الإسبانية)
- مارتن رانتشيك على موقع كرة السلة الأوروبية.كوم (الإنجليزية)
- مارتن رانتشيك على موقع كلية كرة السلة في سبورتس رفرنس.كوم (الإنجليزية)
- مارتن رانتشيك على موقع ريلجم (الإنجليزية)
- مارتن رانتشيك على موقع بروبوليرز (الإنجليزية)
- مارتن رانتشيك على موقع سبورتس رفرنس (الإنجليزية)